# Болезнь Юшо

Диаграмма установки для дезодорирования масла
ПХБ-смесь, которая использовалась для нагревания рисового масла, проникла из трубопровода и смешалась с продуктом

Болезнь Юшо (油 症, букв. «Масляные симптомы») была массовым отравлением полихлорированными бифенилами (ПХБ), которое произошло в северной части Кюсю в 1968 году. В январе 1968 года масло из рисовых отрубей — продукция, производимая компанией Kanemi на острове Кюсю — была загрязнена полихлорированными бифенилами и полихлорированными дибензофуранами (ПХДФ) во время производства.
Для дезодорации масло нагревали с использованием ПХБ в качестве теплоносителя, циркулирующего по трубопроводу. Из-за отверстий в трубах ПХБ-теплоноситель смешался с маслом из рисовых отрубей. Затем зараженный продукт был продан птицеводам в качестве кормовой добавки и потребителям для использования в кулинарии. Произошла массовая гибель домашней птицы — приблизительно до 400 тысяч особей. С февраля по март 1968 года фермеры сообщали, что их домашняя птица умирает из-за очевидного затруднения дыхания.
На этом фоне быстро накапливалась статистика пострадавших людей — 1400 человек — потреблявших зараженное рисовое масло. Зафиксирована гибель 500 человек.
Общие симптомы включали поражения кожных покровов и глаз, эндокринные нарушения и значительное снижение иммунного ответа. Другие симптомы включали мигрени, кашель, и неидентифицированные кожные заболевания. Также накопилась статистика по нарушениям когнитивного развития у детей.